# Зельонковиці
Зельонковиці (пол. Zielonkowice, нім. Grünheide) — село в Польщі, у гміні Ґродкув Бжезького повіту Опольського воєводства.
Населення — 37 осіб (2011).

## Демографія
Демографічна структура станом на 31 березня 2011 року:
|          | Загалом | Допрацездатний вік | Працездатний вік | Постпрацездатний вік |
| -------- | ------- | ------------------ | ---------------- | -------------------- |
| Чоловіки | 17      | 3                  | 14               | 0                    |
| Жінки    | 20      | 3                  | 13               | 4                    |
| Разом    | 37      | 6                  | 27               | 4                    |